# Фицджеральд, Фрэнсис Скотт
Фрэ́нсис Ско́тт Ки Фицдже́ральд (англ. Francis Scott Key Fitzgerald; 24 сентября 1896, Сент-Пол — 21 декабря 1940, Голливуд) — американский писатель, крупнейший представитель так называемого потерянного поколения в литературе. Наибольшую известность Фицджеральду принёс роман «Великий Гэтсби», опубликованный в 1925 году, а также ряд романов и рассказов об американской «эпохе джаза» 1920-х годов. Термин «эпоха джаза» или «век джаза» был придуман самим Фицджеральдом и обозначал период американской истории с момента окончания Первой мировой войны до Великой депрессии 1930-х годов.

## Биография
Фицджеральд родился 24 сентября 1896 года в городе Сент-Пол, штат Миннесота, в обеспеченной католической ирландской семье. До его рождения семья потеряла двоих детей, поэтому Фрэнсис Скотт был желанным ребёнком. Своё имя он получил в честь Фрэнсиса Скотта Ки (1779—1843), своего очень дальнего родственника со стороны отца, автора текста государственного гимна США «Знамя, усыпанное звёздами». Дед Фицджеральда по материнской линии, Филип Маккуиллан, эмигрировал в США из Ирландии. Семья быстро разбогатела, и уже к 30 годам старший Маккуиллан стал владельцем крупной фирмы.
Отец Фрэнсиса, Эдвард Фицджеральд, происходил из древнего ирландского рода. В отличие от семьи своей будущей жены, Молли Маккуиллан, Эдвард разбогатеть не смог, а во времена кризиса окончательно разорился. Его брак с дочерью Маккуилланов последними не одобрялся, и в дом Маккуилланов на главной улице Сент-Пола Эдварда Фицджеральда не приглашали. Несмотря на это Маккуилланы обеспечили молодой семье достаток, а будущий писатель получил возможность учиться в престижных учебных заведениях:
- 1908–1910 — в Академии Сент-Пола,
- 1911–1913 — в Newman School, где во время учёбы Фицджеральд посвящает очень много времени самостоятельным занятиям,
- 1913–1917 — в Принстонском университете.

Во время учёбы в Принстоне Фрэнсис Скотт Фицджеральд играл в университетской футбольной команде, писал рассказы и пьесы, которые нередко побеждали в университетских конкурсах. К этому времени у него уже сформировалась мечта стать писателем и автором музыкальных комедий. В годы учёбы в Принстоне Фицджеральду пришлось столкнуться с классовым неравенством. Он ощущал различия между собой и детьми из более богатых семей. Позднее он писал, что именно там у него зародилось «прочное недоверие, враждебность к классу бездельников — не убеждения революционера, а затаённая ненависть крестьянина». В 1917 году, незадолго до выпускных экзаменов, Фицджеральд ушёл добровольцем в армию. В армии он сделал карьеру и дослужился до адъютанта командира 17-й пехотной бригады генерала Дж. А. Райана. Фактически он выполнял обязанности секретаря генерала.
В 1919 году Фицджеральд демобилизовался, некоторое время работал рекламным агентом в Нью-Йорке. Ещё во время службы в армии он познакомился с Зельдой Сейр, происходившей из богатой и почтенной семьи (она была дочерью судьи штата Алабама) города Монтгомери, и считавшейся красавицей и одной из наиболее завидных невест штата. Именно с ней связана вся последующая биография и творчество Фицджеральда. Зельду не раз называли «блистательным прототипом героинь его романов».
Первая помолвка Фицджеральда и Сейр расстроилась, поскольку семья Сейр была против брака. На тот момент у Фицджеральда не было постоянной работы и постоянного заработка. Единственным шансом жениться на Зельде оказался литературный успех. Фицджеральд отправился в Нью-Йорк, где устроился литературным сотрудником в рекламное агентство. Он не оставляет попыток добиться литературного признания и пишет рассказы, пьесы и стихи, которые отсылает в различные издания. Его первые литературные опыты оказываются неудачными и рукописи возвращают. Фицджеральд глубоко переживал неудачи, начал выпивать, бросил работу и ему пришлось вернуться к родителям. В доме родителей Фицджеральд садится переделывать рукопись романа «Романтический эгоист», которую до этого уже отказались публиковать.
Этот роман выходит 26 марта 1920 года под названием «По эту сторону рая» (This Side of Paradise). Роман сразу приносит Фицджеральду успех. 3 апреля 1920 года состоялось венчание Фрэнсиса Скотта и Зельды, послужившей прототипом героини романа Розалинды. Популярность романа открывает Фицджеральду дорогу в мир большой литературы: его произведения начинают печатать в престижных журналах и газетах: «Скрибнерс Мэгэзин», «Сэтердей Ивнинг Пост» и других. Помимо известности вырос достаток писателя, что позволило ему и Зельде вести шикарный образ жизни. Вскоре их стали называть королём и королевой своего поколения.
В 1921 году у Фицджеральдов родилась дочь, которую назвали в честь её отца Френсис Скотт (в семье — «Скотти») Фицджеральд (1921—1986 гг.), ставшая впоследствии писательницей и журналисткой.
В 1922 году Фицджеральд приобретает особняк на Манхэттене, построенный четырьмя годами ранее в средиземноморском стиле с семью спальнями, дровяным камином и арочными окнами. Здесь он прожил с супругой два года, вплоть до отъезда в Европу. В этом доме писатель приступил к работе над романом «Великий Гэтсби» и написал три главы.
Став после публикации первого романа Фицджеральда одними из главных персонажей светской хроники, Скотт и Зельда стали жить с размахом и напоказ: они наслаждались весёлой богатой жизнью, состоявшей из вечеринок, приёмов и путешествий на европейские курорты. Супруги постоянно «выкидывали» какие-нибудь эксцентричные выходки, которые заставляли говорить о них весь американский высший свет: то катание по Манхэттену на крыше такси, то купание в фонтане, то появление в голом виде на спектакле. При всём этом их жизнь состояла также из постоянных скандалов (часто на почве ревности) и непомерного употребления алкоголя обоими.
Все это время Скотт также умудрялся достаточно много писать для журналов, что приносило весьма ощутимый доход (он был одним из самых высокооплачиваемых авторов тогдашних «глянцевых» журналов). Фицджеральды были знамениты как своими произведениями, так и роскошным образом жизни. Однажды Фицджеральд сказал: «Не знаю, реальные ли мы с Зельдой люди или персонажи одного из моих романов».
За первой книгой в 1922 году опубликован второй роман Фицджеральда «Прекрасные и проклятые» («The Beautiful and Damned»), описывающий мучительный брак двух одарённых и привлекательных представителей артистической богемы. Выходит также сборник рассказов «Сказки века джаза» («Tales of the Jazz Age»).
В 1924 году Фицджеральд уезжает в Европу, сначала в Италию, потом во Францию. Живя в Париже, он знакомится там с Э. Хемингуэем. Именно в Париже Фицджеральд заканчивает и публикует роман «Великий Гэтсби» («The Great Gatsby», 1925) — роман, который многие критики, да и сам Фицджеральд, считают шедевром американской литературы того периода, символом «эпохи джаза». В 1926 году выходит сборник рассказов «Все эти печальные молодые люди» (All the Sad Young Men).
В эти годы было написано много рассказов, с помощью которых Фицджеральд зарабатывал деньги, чтобы обеспечить свой высокий уровень жизни.
Однако следующие годы жизни Фицджеральда оказываются очень тяжёлыми. Ради заработка он пишет для «The Saturday Evening Post». Его жена Зельда переживает несколько приступов помутнения рассудка, начиная с 1925 года, и постепенно сходит с ума. Вылечить её не удаётся. Фицджеральд переживает мучительный кризис и начинает злоупотреблять алкоголем.
В 1930 у Зельды произошло стойкое помутнение рассудка, после чего она всю жизнь страдала шизофренией. В 1934 году Фицджеральд выпускает роман «Ночь нежна» (Tender is the Night), во многом автобиографический — в нём Фицджеральд описал свою боль, битву за сохранение брака и обратную сторону их роскошной жизни. Однако в Америке книга большим успехом не пользовалась. К концу жизни Фицджеральд стал думать, что в молодости богатство испортило Зельду. В разговорах с дочерью Скотти он описывал Зельду теми же словами, которые обычно адресовал всем богатым в целом: «мягкая, когда необходимо быть жёстче, и жёсткая, когда следовало бы уступить».
В 1937 году Фицджеральд решает стать сценаристом в Голливуде. Там собирается компания из молодых писателей, также решивших попытать своё счастье. Среди них были Дональд Огден Стюарт, Дороти Паркер, Роберт Бенчли, Сидни Джозеф Перельман, Натанаэл Уэст, где знакомится с Шейлой Грэм и влюбляется в неё. Последние годы жизни Фицджеральд живёт с ней, правда во время очередных запоев он становится буйным и даже жестоким.
В октябре 1939 года Фицджеральд приступил к созданию романа о жизни Голливуда — «Последний магнат» (The Last Tycoon, 1941), который остался незаконченным. За три года жизни в Голливуде он также написал серию рассказов и статей, в основном автобиографического характера, опубликованных после его смерти в сборнике «Крушение» (The Crack-Up, 1945).
Фрэнсис Скотт Фицджеральд умер от сердечного приступа 21 декабря 1940 года в Голливуде, Калифорния. Незадолго до смерти в автобиографической статье в журнале «Esquire» Фицджеральд сравнил себя с разбитой тарелкой (англ. cracked plate).

## Память
В 1950 году Эрнестом Хемингуэем написана автобиографическая книга «Праздник, который всегда с тобой», многие страницы которой посвящены Фицджеральду. Дружба и литературное соперничество двух писателей легли в основу книги Скота Доналдсона (англ. Scott Donaldson) «Хэмингуэй против Фицджеральда. Взлёт и упадок литературной дружбы» (англ. Hemingway vs. Fitzgerald. The Rise and Fall of a Literary Friendship, 1999). Автор анализирует отношения двух известных литераторов, подробно описывает эпизоды их некрасивого поведения, злоупотребления алкоголем, дрязги и сведение мелких счётов. Литературный критик и писательница Джойс Кэрол Оутс назвала книгу Доналдсона «патографией», термином, хоть и созвучным с биографией, но явно намекающим на излишнее описание малоприятных подробностей из жизни Хэмингуэя и Фицджеральда.

## Литературная деятельность
Фрэнсис Скотт Фицджеральд является признанным классиком американской литературы. Ни один литературоведческий очерк по истории американской и мировой литературы, по мнению российского литературоведа Андрея Горбунова, невозможен без упоминания Фицджеральда. Творчеством Фицджеральда занимались многие американские критики и исследователи, в частности Максвелл Гайсмар, Малколм Каули, Эдмунд Уилсон, Лайонел Триллинг и другие.

### По эту сторону рая
После публикации романа в марте 1920 года Фицджеральд стал знаменитым. Книга была воспринята как «манифест поколения». В ней писатель обратился к важнейшей для себя теме — проблеме богатства и бедности, а также влияния денег на судьбу человека. Главный герой романа, Эмори Блейн, представляет собой олицетворение американской мечты.
Литературный критик и журналист Генри Менкен так отозвался о первом романе Фицджеральда:
«…Удивительный роман — оригинальный по форме, чрезвычайно изысканный по манере письма и великолепный по содержанию».
Первый вариант романа был отвергнут издательством «Scribner’s» в 1918 году. В нём повествование велось от первого лица, а действие происходило в студенческой среде. В его окончательной версии роман делится на две книги: «Романтический эгоист» и «Воспитание личности». Первая книга заканчивается тем, что герой бросает учёбу в университете и уходит служить в армию. Вторая книга повествует о нравственном становлении личности Эмори Блейна. Хронологически книги разделены небольшой интерлюдией, посвящённой военным годам Эмори. По мнению автора именно военный опыт оказывает влияние на личность героя, формирование его личности, личную самореализацию.
Главный редактор издательства «Scribner’s» Максвелл Перкинс писал Фицджеральду:
«Книга так разительно отличается от всех остальных, что трудно даже предсказать, как публика примет её. Но все мы за то, чтобы пойти на риск, и всячески поддерживаем её».
Вскоре после первого романа писатель публикует первый сборник рассказов «Эмансипированные и глубокомысленные» (англ. Flappers and Philosophers). Он был принят достаточно холодно как критиками, так и публикой.

## Произведения
Романы:
- «По эту сторону рая» (This Side of Paradise, 1920)
- «Прекрасные и проклятые» (The Beautiful and Damned, 1922)
- «Великий Гэтсби» (The Great Gatsby, 1925)
- «Ночь нежна» (Tender is the Night, 1934)
- «Последний магнат» (The Last Tycoon, не завершён, опубликован посмертно, 1941)

Рассказы:
- «Загадочная история Бенджамина Баттона» (The Curious Case of Benjamin Button, 1921)

Пьеса:
- «Размазня» (The Vegetable, 1923, пьеса)

Сборники рассказов (изданы при жизни):
- «Эмансипированные и глубокомысленные» (Flappers and Philosophers, 1920) В сборник вошли: Прибрежный пират / The Offshore Pirate (1920) Ледяной дворец / The Ice Palace (1920) Голова и плечи / Head and Shoulders (1920) Хрустальная чаша / The Cut-Glass Bowl (1920) Волосы Вероники / Bernice Bobs Her Hair [= Бернис коротко стрижётся] (1920) Благословение / Benediction (1920) Дэлиримпл сбивается с пути / Dalyrimple Goes Wrong [= Как Далиримпл сбился с пути; Дэлиримпл на ложном пути] (1920) Четыре затрещины / The Four Fists [= Удары судьбы] (1920)
- «Рассказы о веке джаза» (Tales of the Jazz Age, 1922) (другое название «Сказки о веке джаза») В сборник вошли: Содержание. Мои последние эмансипе / A Table of Contents (Tales of the Jazz Age) (1921) Джеллибин / The Jelly-Bean [= Лоботряс] (1920) Задняя половина верблюда / The Camel’s Back [= Половина верблюда] (1920) Первое мая / May Day (1920) Фаянсовое и розовое / Porcelain and Pink [= Фаянсовый и розовый] (1920) Алмаз величиной с отель «Риц» / The Diamond as Big as the Ritz [= Алмазная гора; Огромный, как «Ритц», алмаз] (1922) Забавный случай с Бенджамином Баттоном / The Curious Case of Benjamin Button [= Загадочная история Бенджамина Баттона; Странная история Бенджамина Баттона] (1921) Тарквиний из Чипсайда / Tarquin of Cheepside [= Tarquin of Cheapside] (1917) «О, Рыжеволосая Ведьма!» / His Russet Witch [= «O Russet Witch!», О, рыжая ведьма!] (1921) Последние капли счастья / The Lees of Happiness [= Осадок счастья, Остатки счастья] (1920) Мистер Ики / Mister Icky The Quintessence of Quaintness in One Act [= Мистер Липкин: квинтэссенция эксцентрики в одном действии] (1920) Джемина, девушка с гор / Jemina [= A Story of the Blue Ridge Mountains By John Phlox, Jr.; Джемина, или Девушка с гор] (1916)
- «Все эти печальные молодые люди» (All the Sad Young Men, 1926) В сборник вошли: Молодой богач / The Rich Boy [= Богатый мальчик; Богатый парень] (1926) Зимние мечты / Winter Dreams [= Зимние грёзы] (1922) Детский праздник / The Baby Party [= День рождения; Маленькие гости] (1925) Отпущение грехов / Absolution [= Прощение] (1924) Форс Мартин-Джонс и Пр-нц Уэ-ский / Rags Martin-Jones and the Pr-nce of W-les [= «Сиротка» Мартин Джонс и Пр-нц У-льск-й] (1924) Целитель / The Adjuster [= Лекарь] (1925) Решение / Hot and Cold Blood [= Муж и жена; Горячая и холодная кровь; Лёд и пламень; Лёд и огонь] (1923) «Самое разумное» / «The Sensible Thing» [= «Разумнее всего…»] (1924) Сюрприз для Гретхен / Gretchen’s Forty Winks [= Сон Гретхен; Усни, Гретхен!] (1924)
- «Сигналы побудки» (Taps at Reveille, 1935) В сборник вошли: Собиратели компромата / The Scandal Detectives [= Охотники за скандалами] (1928) Самый дерзкий парень / The Freshest Boy [= Бэзил, новичок; Заносчивый новичок; Наглый мальчишка] (1928) Что он о себе возомнил? / He Thinks He’s Wonderful [= Он думает, что он — просто чудо!] (1928) Пойманная тень / The Captured Shadow [= Тень пленённая] (1928) Безупречная жизнь / The Perfect Life (1929) Первая кровь / First Blood (1930) Тихое местечко / A Nice Quiet Place (1930) Жозефина, женщина с прошлым / A Woman with the Past [= Женщина с прошлым] (1930) Сумасшедшее воскресенье / Crazy Sunday [= Безумное воскресенье ] (1932) Две вины / Two Wrongs [= Злом зла не поправишь] (1930) Ночь при Чанселорсвилле / The Night before Chancellorsville [= The Night of Chancellorsville; Ночь у Ченслорсвилля; Ночь у Ченслорсвилля] (1935) Последняя красавица Юга / The Last of the Belles [= Последняя южная красавица] (1929) Величество / Majesty (1929) Люди и ветер / Family in the Wind [= Семья на ветру; Семья против ветра] (1932) Короткий визит домой / A Short Trip Home [= Короткая поездка домой, Каникулы дома] (1927) Интерн / One Interne (1932) Изувер / The Fiend [= Изверг] (1935) Опять Вавилон / Babylon Revisited [= Опять в Вавилоне; Возвращение в Вавилон; Снова в Вавилоне] (1931)

Сборник публицистики:
- «Крушение»(The Crack-Up, 1945 — издан после смерти автора)

После смерти издано множество сборников, в том числе и произведений, не издававшихся при жизни в книгах.
Сценарии для кино:
- 1924 — Grit (автор оригинального сюжета, не сохранились ни копии фильма, ни рукопись рассказа)
- 1938 — Три товарища / Three Comrades (вариант сценария Скотта Фицджеральда подвергся значительной переработке, однако в титрах его имя осталось. Оригинальный сценарий опубликован отдельной книгой)

Также принимал участие в работе над сценариями для кинофильмов:
- 1923 — Glimpses of the Moon, The (автор титров, фильм не сохранился)
- 1932 — Женщина с рыжими волосами / Red-Headed Woman (вариант сценария Скотта Фицджеральда был отвергнут)
- 1938 — Мария-Антуанетта / Marie Antoinette (вариант сценария Скотта Фицджеральда был отвергнут)
- 1938 — Янки в Оксфорде / A Yank at Oxford (вариант сценария Скотта Фицджеральда был отвергнут)
- 1939 — Raffles (доработка диалогов в сценарии другого автора, работа продолжалась одну неделю)
- 1939 — Winter Carnival (вариант сюжета Скотта Фицджеральда и Бада Шульберга был отвергнут)
- 1939 — Everything Happens at Night (вариант сценария Скотта Фицджеральда был отвергнут)
- 1939 — Женские интриги / Women, The (вариант сценария Скотта Фицджеральда был отвергнут)
- 1942 — Life Begins at Eight-Thirty (вариант сценария Скотта Фицджеральда был отвергнут)

## Экранизации
- 1920 — The Chorus Girl’s Romance, (немой фильм, копия сохранилась в Бразильском архиве)
- 1920 — The Husband Hunter, (немой фильм, копии не сохранились)
- 1921 — The Off-Shore Pirate, (немой фильм, копии не сохранились)
- 1922 — The Beautiful and Damned, (немой фильм, копии не сохранились)
- 1926 — Великий Гэтсби / The Great Gatsby, (немой фильм, копии не сохранились, сохранился лишь минутный проморолик)
- 1929 — Pusher-in-the-Face (фильм звуковой, копии не сохранились)
- 1949 — Великий Гэтсби / The Great Gatsby,
- 1954 — Когда я в последний раз видел Париж / The Last Time I Saw Paris, (по мотивам оригинального сценария Скотта Фицджеральда «Cosmopolitan», основанного на рассказе Babylon Revisited)
- 1956—1961 — эпизоды телешоу Театр 90 / Playhouse 90
- 1962 — Ночь нежна / Tender Is the Night — кинофильм 1962 года, снятый по одноимённому роману.
- 1964 — Izmedju dva aviona (ТВ, Югославия)
- 1974 — F. Scott Fitzgerald and 'The Last of the Belles' (ТВ, США)
- 1974 — Великий Гэтсби / The Great Gatsby — кинофильм 1974 года, в главной роли — Роберт Редфорд.
- 1976 — Bernice Bobs Her Hair (ТВ, США)
- 1976 — Последний магнат / The Last Tycoon — кинофильм 1976 года, снятый по одноимённому роману.
- 1986 — Under the Biltmore Clock (ТВ, США)
- 1987 — Tales from the Hollywood Hills: Pat Hobby Teamed with Genius (ТВ, США)
- 1994 — Einer meiner ältesten Freunde (кинофильм по рассказу One of my oldest friends, Германия)
- 1996 — Sensible Thing, The (ТВ, США)
- 2000 — Великий Гэтсби / The Great Gatsby (ТВ, Канада). В главной роли — Пол Радд.
- 2008 — Beautiful and Damned, The (Австралия)
- 2008 — Загадочная история Бенджамина Баттона / The Curious Case of Benjamin Button — кинофильм, снятый в 2008 году по мотивам одноимённого рассказа.
- 2013 — Великий Гэтсби / The Great Gatsby — кинофильм 2013 года, в главных ролях — Леонардо Ди Каприо, Тоби Магуайр, Кэри Маллиган.
- 2017 — Последний магнат / The Last Tycoon — телесериал, снятый по одноимённому роману, в главных ролях — Мэтт Бомер, Лили Колинз.

## В кинематографе
- Фрэнсис Скотт Фицджеральд — главный герой фильма «Возлюбленный язычник[англ.]» (1959), где его играет Грегори Пек.
- В фильме Вуди Аллена «Полночь в Париже» (2011) главный герой попадает в Париж 1920-х и встречается там с некоторыми известными людьми, в том числе с Фрэнсисом Фицджеральдом (роль исполнена Томом Хиддлстоном).
- Фицджеральд в исполнении Джереми Айронса — главный герой фильма «Последний шанс» (англ. Last Call, 2002). Картина рассказывает о последнем годе жизни писателя и работе над его неоконченным романом «Последний магнат».
- В фильме «Гений» (2016) Ф. Скотта Фицджеральда показывают в его непростой жизненный период. Роль Фицджеральда исполнил Гай Пирс.
- Ф. Скотт Фицджеральд появляется в телесериале «З: Начало всего» (2017), посвящённом его жене Зельде (Кристина Риччи). Роль сыграна Дэвидом Хофлином.
- В 6 серии 4 сезона сериала «Легенды завтрашнего дня» один из главных героев Нейт встречает Фрэнсиса и Зельду Фицджеральд. Эпизод называется «Tender Is the Nate» («Нейт нежен») — использована игра слов в названии романа Фицджеральда «Ночь нежна» (англ. Tender Is the Night).